# Naibos
Naibos is een bestuurslaag in het regentschap Simeulue van de provincie Atjeh, Indonesië. Naibos telt 272 inwoners (volkstelling 2010).